# انتخابات پارلمانی بلاروس (۲۰۱۶)
انتخابات پارلمانی بلاروس در ۱۱ سپتامبر ۲۰۱۶ برابر برگزار شد.

## روش
پیش از این تمامی ۱۱۰ عضوِ مجلس نمایندگان بلاروس در حوزه‌های انتخابی تک‌نماینده تحت نظام دومرحله‌ای انتخاب می‌شدند. اما در ۲۰۱۳ قانون جدید انتخابات لزوم کسب اکثریت مطلق را فسخ کرد و در عمل نوع انتخابات پارلمانی را به نخست‌وزیر تغییر داد. نتایج این حوزه‌ها در دور نخست تنها در صورتی معتبر است که دستکم ۵۰٪ از واجدین شرایط در انتخابات شرکت کنند. این معیار برای دور دوم ۲۵٪ است. تمام نامزدها در حوزه‌های تک‌نماینده انتخاب شوند. با این حال اگر تنها یک نامزد در حوزه‌ای وجود داشته باشد، باید بتواند دستکم ۵۰٪ آرا را بدست آورد (ممکن است رأی‌دهندگان علیه همه رأی دهند).
| منطقه          | کرسی‌ها |
| -------------- | ------ |
| شهر مینسک      | ۲۰     |
| ایالت برسک     | ۱۶     |
| ایالت گومیل    | ۱۷     |
| ایالت گرودنا   | ۱۳     |
| ایالت ماگیلیوف | ۱۳     |
| ایالت مینسک    | ۱۷     |
| ایالت ویتبسک   | ۱۴     |
| همهٔ کرسی‌ها     | ۱۱۰    |

## احزاب شرکت‌کننده
احزاب طرفدار دولت از جمله حزب کمونیست بلاروس، حزب لیبرال دموکراتیک، حزب جمهوری‌خواه کار و عدالت و حزب ارضی در انتخابات شرکت کردند. همچنین بسیاری از نامزدهای طرفدار دولت هم به شکل مستقل شرکت کردند.
احزاب مخالف بر خلاف دوره‌ی پیش (۲۰۱۲) انتخابات را تحریم نکردند بلکه ائتلافی بنام Prava Vybora (حق انتخاب) متشکل از حزب ب.پ.ف.، حزب دموکراسی مسیحی بلاروسی، حزب سوسیال دموکراتیک بلاروس، جنبش زا اسوابودو، حزب اتحاد مدنی بلاروس، حزب سبز بلاروس، حزب لیبرال بلاروس برای آزادی و توسعه و اتحادیه تجاری صنعت برق تشکیل دادند. حزب چپ بلاروس با عنوان «یک دنیای عادلانه» نیز در انتخابات شرکت داشت.

## نتایج
| احزاب                         | آرا       | ٪     | کرسی‌ها | +/– |
| ----------------------------- | --------- | ----- | ------ | --- |
| حزب کمونیست بلاروس            |           |       | ۸+     | ۵   |
| حزب جمهوری‌خواه کار و عدالت    |           |       | ۳+     | ۲   |
| حزب میهن‌دوستی بلاروس          |           |       | ۳+     | ۳   |
| حزب لیبرال دموکراتیک بلاروس   | ۳۱۵۷۶+    |       | ۱      | ۱   |
| حزب مدنی متحد                 | ۸۶۰۳+     |       | ۱      | ۱   |
| حزب ارضی بلاروس               |           |       | ۰      | ۱   |
| دیگر احزاب                    |           |       | ۰      | ۰   |
| –مستقل‌ها                      |           |       | ۹۴     | ۱۱  |
| مخالف همه                     |           |       | –      | –   |
| آرای باطله/سفید               |           | –     | –      | –   |
| جمع                           | ۵٬۲۱۲٬۷۴۵ | ۱۰۰   | ۱۱۰    | ۰   |
| رأی‌دهندگان ثبت‌نام کرده/مشارکت | ۶٬۹۷۸٬۴۴۶ | ۷۴٫۷۰ | –      | –   |
| منبع: CEC                     |           |       |        |     |

وضعیت کرسی‌ها در پارلمان جدید بلاروس
مستقل‌ها: ۹۳ کرسی
حزب کمونیست بلاروس: ۸ کرسی
حزب میهن‌دوستی بلاروس: ۳ کرسی
حزب جمهوری‌خواه کار و عدالت: ۳ کرسی
مخالف (حزب مدنی متحد و ۱ مستقل): ۲ کرسی
حزب لیبرال دموکراتیک بلاروس: ۱ کرسی

کمیسیون انتخابات بلاروس اعلام کرد در تمام حوزه‌ها بدون نقص انجام گرفته است. در عین حال ناظران مستقل اعلام کردند که در میزان مشارکت در بسیاری از حوزه‌ها (به‌ویژه مینسک) دست برده شده و مشارکت واقعی پایین‌تر از ۵۰٪ بوده که این به معنای عدم رسیدن به حد نصاب لازم می‌باشد.
از نکات جالب این انتخابات برنده شدن دو نامزد مخالف سرشناس بوده است:
- هانا کاناپاتسکایا - یک کارآفرین که عضو حزب مدنی متحد بوده و از حوزهٔ انتخابی مینسک به پارلمان راه یافته است.
- آلنا آنیسیم - یک دانشمند، شاغل در مرکز تحقیقاتی فرهنگ، زبان و ادبیات بلاروسی. او نیز از یکی از حوزه‌های مینسک به پارلمان رفته.

همهٔ دیگر نامزدهای مستقل طرفدار دولت محسوب می‌شوند. حزب کمونیست بلاروس، حزب جمهوری‌خواه کار و عدالت و حزب میهن‌دوستی بلاروس تماماً از الکساندر لوکاشنکو، رئیس‌جمهور این کشور حمایت می‌کنند. هر چند حزب لیبرال دموکراتیک اعلام کرده «حزبی با مخالفت دموکراتیک سازنده» است اما در واقع طرفدار دولت است. از میان تمام احزابی که توانستند نماینده‌ای به پارلمان بفرستند، تنها حزب مدنی متحد مخالف دولت محسوب می‌شود.